# Johann Hedwig

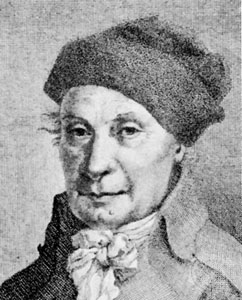
Johann Hedwig

Johann Hedwig, auch (latinisiert) Ioannis Hedwig und Johannes Hedwig (* 8. Dezember 1730 in Kronstadt, Siebenbürgen; † 18. Februar 1799 in Leipzig) war ein sächsisch-siebenbürgischer, deutscher Mediziner, Arzt und Botaniker. Er gilt als Begründer der modernen Bryologie. Sein offizielles botanisches Autorenkürzel lautet „Hedw.“.

## Leben und Wirken
Hedwig wurde 1730 als Sohn des Jakob Hedwig und der Agnes Galles in Kronstadt, Siebenbürgen, geboren, wo er die Volksschule und ab 1744 das Obergymnasium der Honterusschule besuchte. Nach dem Tod des Vaters verbrachte er den größten Teil seines Lebens in Leipzig, wo er nach einem Studienaufenthalt in Wien sowie Besuchen von Gymnasien in Preßburg und Zittau ab 1751 an der Universität Leipzig Medizin studierte, Famulus von Professor Ernst Gottlob Bose und Christian Gottlieb Ludwig war und 1759 promovierte. Der erfolgreiche Abschluss seines Medizinstudiums wäre fast an mangelnden finanziellen Mitteln gescheitert, als ihm ein glücklicher Zufall zu Hilfe kam. Joseph Trausch berichtet darüber:

„Da geschah es, dass er in dieser Verlegenheit eines Tages in einer Gasse in Leipzig einen heftigen Streit vernahm und aus dem 3. Stockwerk über ihm eine laute Stimme hörte mit den Worten: ‚So mag auch ich das Geld nicht haben, und es gehöre denn dem, dem es zufallen wird‘, worauf Hedwig vom Fenster des Hauses eine gefüllte Börse vor die Füße fiel. Hedwig hob die Börse auf, trug sie in das Zimmer des Hauses, aus welchem sie heruntergeworfen war und erfuhr zu seiner nicht geringen Freude, dass er recht gehört habe und im redlichen Besitz der Börse zu bleiben habe.“

Mit diesem Geldbetrag, der ihm „vom Himmel“ gefallen war, und mit Hilfe des „Waltherschen“ Stipendiums, das ihm sein Gönner Bose verschafft hatte, konnte Hedwig seine Studien fortsetzen und erfolgreich abschließen.
Da er mit dem Leipziger Abschluss in Siebenbürgen nicht praktizieren durfte, arbeitete er als praktischer Arzt in Chemnitz, wo er auch botanische Forschungen betrieb. 1781 zog er wieder nach Leipzig, wo er ab 1783 oder 1784 als Arzt am Stadthospital arbeitete. Im Jahre 1786 wurde er außerordentlicher Professor für Medizin, 1789 ordentlicher Professor für Botanik und Direktor des Botanischen Gartens der Universität Leipzig. Im Jahr 1792 wurde der zum Mitglied der Deutsche Akademie der Naturforscher Leopoldina gewählt.
In seiner Freizeit erforschte er die botanische Umgebung von Chemnitz. Da er die dort vorkommenden Phanerogamen bald bestimmt hatte, wandte er sich der reichen Moosflora der Stadt zu. Er war der erste Botaniker, der für die Erforschung einer bestimmten Pflanzengruppe, hier der Laubmoose, das Mikroskop verwendete. Er hatte unter anderem Kontakt mit Johann Christian von Schreber, der Professor für Botanik an der Universität Erlangen war, und der dem zunächst noch Amateur-Botaniker Hedwig sogar ein Mikroskop schenkte. Er besaß ein Rheinthalersches Mikroskop mit bloß 50-facher linearer Vergrößerung. Später wendete er auch 170- bis 290-fache Vergrößerungen an.

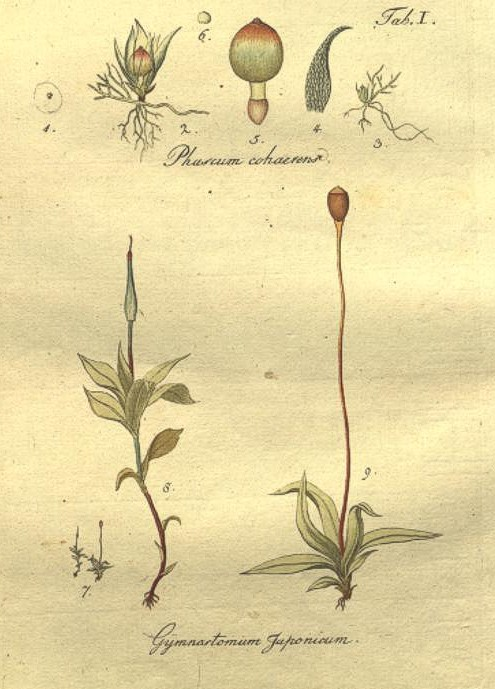
Gymnostomum japonicum aus Species Muscorum Frondosorum

In seinen Moosuntersuchungen stand Hedwig auch insofern unter Linnés mächtigem Einfluss, als er bestrebt war nachzuweisen, dass auch den Moosen die zweierlei Geschlechtsteile nicht fehlten, auf die Linné sein System der Pflanzen begründet hatte. Obwohl Hedwig die Untersuchungen der Moose als „Nebenwerk“ betrieb, ging er doch genau und gewissenhaft dabei vor. Hedwig publizierte nicht übereilt, denn obgleich er seine grundlegende Entdeckung 1774 gemacht hatte, kontrollierte er seine Beobachtungen noch mehrere Jahre und veröffentlichte erst 1779 in den „Sammlungen zur Physik und Naturgeschichte“ eine vorläufige Anzeige seiner Beobachtungen „von den wahren Geschlechtsteilen der Moose und ihrer Fortpflanzung durch Saamen“. Hedwigs Entdeckungen stießen in der Wissenschaft anfangs auch auf Gegnerschaft und Neid. In dem Maße aber, als seine Gegner und Neider verstummten, mehrten sich seine Anhänger und Bewunderer.
Noch zu Lebzeiten Hedwigs benannte Erhart eine Moosgattung Hedwigia. Die im Jahre 1852 von Gottlob Ludwig Rabenhorst begründete Zeitschrift für Kryptogamenkunde und Phytopathologie führte auch den Namen Hedwigia. Diese Zeitschrift wird in unserer Zeit unter dem Namen Nova Hedwigia weitergeführt.
Von 1786 an war Hedwig an der Universität Leipzig als außerordentlicher Professor für Botanik und ab 1789 Ordinarius des Botanischen Gartens tätig, er galt als geschickter Mikroskopist und guter Zeichner. Sein 1797 von Goethe bewundertes Herbarium wurde 1810 versteigert, konnte aber größtenteils vom Botanischen Garten Genf erworben werden, wo sich die Sammlung heute noch befindet.
Als größte Leistung Hedwigs gilt die Entdeckung der Antheridien und Archegonien der Laubmoose, die er bereits richtigerweise als Fortpflanzungsorgane deutete. (Diese Deutung hatte sich allerdings 1818 noch nicht allgemein durchgesetzt.) Hedwig befasste sich mit der Systematik der Moose, untersuchte aber auch Pilze, Flechten, Farne und höhere Pflanzen.
Hedwig war davon überzeugt, dass es auch bei Pilzen eine sexuelle Fortpflanzung mit den entsprechenden Organen geben müsse. Er entdeckte bei seiner Suche nach Sexualstrukturen die regelmäßige Achtsporigkeit verschiedener Asci, was dazu führte, dass er eine Gattung Octospora benannte. Der Begriff Spore als Alternative zum Begriff Samen der Blütenpflanzen geht ebenso auf Hedwig zurück wie der Begriff Sporangium.
Hedwig trug durch seine Hauptwerke Fundamentum historiae naturalis muscorum (1792), in dem er die Fortpflanzung der Moose darstellte, und Species Muscorum, das erst posthum 1801 durch Christian Friedrich Schwägrichen veröffentlicht wurde und als Anfang der Nomenklatur der Moose gilt, entscheidend zum Verständnis der Moose und ihres bis dahin noch vielfach unerklärten Lebenszyklus bei.
Er hatte einen Bruder namens Jakob und war Vater von 15 Kindern, darunter dem Botaniker Roman Adolph Hedwig (1772–1806), der fachlich in seine Fußstapfen trat und kurz nach Hedwigs Tod (an „Bauchtyphus“) ebenfalls Professor für Botanik wurde.
Als Würdigung der Leistungen Hedwigs vergibt die „International Association of Bryologists (IAB)“ die Hedwig-Medaille an Wissenschaftler für außerordentliche Beiträge auf dem Gebiet der Bryologie.

## Schriften (Auswahl)
- Fundamentum historiae naturalis muscorum frondosorum. 2 Bände. Leipzig 1782.
- Theoria generationis et fructificationis plantarum cryptogamarum. St. Petersburg 1784; 2. Auflage 1797.
- Descriptio et adumbratio microscopico-analytica muscorum frondosorum nec non aliorum vegetantium e classe cryptogamica Linnaei novorum dubiisque vexatorum. 4 Bände. Leipzig 1787–1797.
- Sammlung seiner zerstreuten Abhandlungen und Beobachtungen über botanisch-ökonomische Gegenstände. 2 Bände. Leipzig 1793–1797.
- Filicum genera et species. 4 Fasc. Leipzig 1799–1803.
- Species muscorum frondosorum. Hrsg. von F. Schwägrichen. 1 Band u. 4 Supplemente. Leipzig 1801–1842.